# 德克薩卡納 (阿肯色州)
德克薩卡納（英語：Texarkana）是美國阿肯色州米勒縣的一座城市，位於阿肯色州和德州的邊界上，與接壤的德州城市特克薩卡納是雙城。根據2020年美國人口普查，該地人口為29387人，而該地的面積約為109.31平方千米。同時該地也是米勒縣的縣治。

## 地理
德克薩卡納的座標為33°25′59″N 94°01′14″W / 33.43306°N 94.02056°W，而該地的平均海拔高度為110米（即361英尺）。